# 2023年大西洋颶風季
2023年大西洋颶風季包含了在2023年全年內的任何時間，於大西洋水域所產生的熱帶氣旋。雖然有關方面並沒有設下本颶風季的指定期限，但大部份於大西洋的熱帶氣旋通常都會於5月至12月期間形成。大西洋颶風季的編號為AL取L一字，並且大西洋的氣旋命名機構為美國國家颶風中心。更多關於北大西洋的颶風，請參見大西洋颶風季。
本風季是有史以來第四活躍的大西洋颶風季，共形成了20 個命名風暴，與1933 年並列。儘管2023-24年存在厄爾尼諾事件(通常會導致熱帶氣旋活動減少)，但本季的累積氣旋能量(ACE)仍高於正常水平，達148，並且是有記錄以來厄爾尼諾年內產生風暴最多的一年。這主要是由於大西洋兩岸海面溫度創歷史新高。本季於6月1日正式開始，於11月30日結束。然而，亞熱帶或熱帶氣旋在一年中的任何時間都有可能形成，1月16 日形成的副熱帶風暴證明了這一點，這是自2016年1月颶風亞曆克斯以來最早開始的大西洋颶風季。由於該系統被國家颶風中心(NHC)評估為非熱帶系統，並在事後指定，因此被稱為「未命名」。
在六月，熱帶風暴布雷特和辛迪在熱帶大西洋（北緯 23.5°以南，西經 60°以東）形成，成為有記錄以來首兩次有風暴於6月在此區域形成。而前者在聖文森登陸，後者則無影響任何陸地。前所未有的熱帶氣旋活動於八月下旬開始。熱帶風暴哈羅德於8月22日在德克薩斯州南部登陸。颶風富蘭克林第二天以熱帶風暴的強度在多明尼加共和國登陸，其隨後達到了四級颶風的巔峰強度，並為百慕大帶來了熱帶風暴級風力。8月30日，颶風伊達利亞短暫達到四級颶風強度後，以三級颶風強度在佛羅里達州登陸。九月初，颶風李迅速增強為五級颶風，隨後轉化為溫帶氣旋並在加拿大大西洋沿岸地區多次登陸。九月下旬，熱帶風暴奧菲莉亞在北卡羅來納州登陸。十月，本年大西洋地區壽命最長的熱帶氣旋熱帶風暴菲利普和颶風塔米形成，其中後者登陸巴布達。同月，熱帶低氣壓21L號在尼加拉瓜登陸。十一月，潛在熱帶氣旋22L形成並為加勒比海沿岸地區帶來豪雨和大風。隨著潛在熱帶氣旋22L於11月18日消散且此後沒有任何熱帶氣旋形成，本風季實際上已完結。本季的風暴總共造成了至少41.9億美元的損失，並造成14人死亡。
儘管本季的熱帶氣旋活動高於正常水平，但厄爾尼諾現象使洋面上的風切增強，阻止了大多數風暴顯著增強。此外，厄爾尼諾事件令百慕達高壓減弱，使風暴能夠向北移動或採取更東的路徑而避免其西推向美國大陸、墨西哥或中美洲。因此，本季只有少數風暴影響陸地或造成重大災害，其中只有三個風暴在美國登陸。本風季還是自2014年風季以來首次沒有任何風暴名稱被世界氣象組織除名的風季。

## 已被國際命名的熱帶氣旋

### 熱帶風暴阿琳（Arlene）
6月1日，一個低氣壓在佛羅里達州以西生成，美國海軍研究實驗室給予擾動編號91L。
6月2日，國家颶風中心將其升格為熱帶低氣壓，給予熱帶氣旋編號02L。
6月3日凌晨1時，國家颶風中心將其升格為熱帶風暴，並命名阿琳（Arlene）。
6月4日凌晨3時，國家颶風中心判定其已轉化為後熱帶氣旋。

### 熱帶風暴布雷特（Bret）
6月17日，一個低氣壓在佛得角群島以南生成，美國海軍研究實驗室給予擾動編號92L。
6月19日晚間10時，國家颶風中心將其升格為熱帶低氣壓，給予熱帶氣旋編號03L。
6月20日凌晨3時，國家颶風中心將其升格為熱帶風暴，並命名布雷特（Bret）。
6月25日凌晨3時，國家颶風中心表示熱帶風暴布雷克減弱為殘餘低壓。

### 熱帶風暴辛迪（Cindy）
6月19日，一個低氣壓在佛得角群島西南方生成，美國海軍研究實驗室給予擾動編號93L。
6月22日下午4時，國家颶風中心將其升格為熱帶低氣壓，給予熱帶氣旋編號04L。
6月23日上午9時，國家颶風中心將其升格為熱帶風暴，並命名辛迪（Cindy）。
6月23日凌晨3時，國家颶風中心表示熱帶風暴辛迪減弱為殘餘低壓。

### 颶風唐（Don）
7月11日晚間7時，一個低氣壓在百慕達以東生成，美國海軍研究實驗室給予擾動編號94L。
7月14日下午5時，國家颶風中心將其升格為副熱帶風暴，並命名為唐（Don)。
7月16日凌晨3時，國家颶風中心將其降格為副熱帶低氣壓。
7月18日上午9時，國家颶風中心判定轉化為熱帶風暴。
7月23日上午9時，國家颶風中心將其升格為一級颶風 。下午3時，國家颶風中心將其降格為熱帶風暴。
7月24日晚間9時，國家颶風中心判定其已轉化為後熱帶氣旋。

### 熱帶風暴艾米麗（Emily）
8月17日，一個低氣壓在佛得角群島西南偏南方生成，美國海軍研究實驗室給予擾動編號98L。
8月20日晚間11時，國家颶風中心將其直接升格為熱帶風暴，並命名為艾米麗（Emily）。
8月21日晚間9時，國家颶風中心判定其已轉化為後熱帶氣旋。

### 颶風富蘭克林（Franklin）
8月19日，一個低氣壓在小安的列斯群島東南偏東方生成，美國海軍研究實驗室給予擾動編號90L。
8月21日上午5時，國家颶風中心將其直接升格為熱帶風暴，並命名為富蘭克林（Franklin）。
8月26日晚間9時，國家颶風中心將其升格為一級颶風 。
8月27日晚間9時，國家颶風中心將其升格為二級颶風 。
8月28日下午3時，國家颶風中心將其升格為三級颶風 。晚間9時，國家颶風中心將其升格為四級颶風 。
8月30日凌晨3時，國家颶風中心將其降格為三級颶風。晚間9時，國家颶風中心將其降格為二級颶風。
9月1日凌晨3時，國家颶風中心將其降格為一級颶風。
9月2日凌晨3時，國家颶風中心判定其已轉化為後熱帶氣旋。

### 熱帶風暴格特（Gert）
8月17日，一個低氣壓在佛得角群島西南偏西方生成，美國海軍研究實驗室給予擾動編號99L。
8月20日凌晨3時，國家颶風中心將其升格為熱帶低氣壓，給予熱帶氣旋編號06L。
8月21日中午12時，國家颶風中心將其升格為熱帶風暴，並命名為格特（Gert）。
8月22日凌晨3時，國家颶風中心將其降格為熱帶低氣壓。晚間11時，國家颶風中心判定其已轉化為後熱帶氣旋。
9月1日下午5時，國家颶風中心再次將其升格為熱帶低氣壓。
9月2日凌晨2時，國家颶風中心再次將其升格為熱帶風暴。
9月4日晚間11時，國家颶風中心表示熱帶風暴格特減弱為殘餘低壓。

### 熱帶風暴哈羅德（Harold）
8月20日，一個低氣壓在墨西哥灣生成，美國海軍研究實驗室給予擾動編號91L。
8月21晚間11時，國家颶風中心判定其為一
潛在熱帶氣旋，並給予熱帶氣旋編號09L。
8月22日凌晨3時，國家颶風中心將其升格為熱帶低氣壓。下午3時，國家颶風中心將其升格為熱帶風暴，並命名為哈羅德（Harold）。晚間9時，國家颶風中心表示熱帶風暴哈羅德於美國德克薩斯州帕德雷島登陸。
8月23日凌晨3時，國家颶風中心將其降格為熱帶低氣壓。晚間11時，國家颶風中心表示熱帶風暴哈羅德減弱為殘餘低壓。

### 颶風伊達利亞（Idalia）
8月25日，一個低氣壓在宏都拉斯北方生成，美國海軍研究實驗室給予擾動編號93L。
8月27日凌晨3時，國家颶風中心將其升格為熱帶低氣壓，給予熱帶氣旋編號10L。
8月28日凌晨3時，國家颶風中心將其升格為熱帶風暴，並命名為伊達利亞（Idalia）。
8月29日下午3時，國家颶風中心將其升格為一級颶風 。
8月30日上午5時，國家颶風中心將其升格為二級颶風 。下午3時，國家颶風中心將其升格為三級颶風 。下午5時，國家颶風中心將其升格為四級颶風 。晚間9時，國家颶風中心將其降格為三級颶風。晚間11時，國家颶風中心將其降格為二級颶風。
8月31日上午5時，國家颶風中心將其降格為熱帶風暴。
9月1日凌晨3時，國家颶風中心判定其已轉化為後熱帶氣旋。

### 熱帶風暴何塞（Jose）
8月21日，一個低氣壓在西非海岸生成，美國海軍研究實驗室給予擾動編號92L。
8月29日晚間9時，國家颶風中心將其升格為熱帶低氣壓，給予熱帶氣旋編號11L。
8月31日下午3時，國家颶風中心將其升格為熱帶風暴，並命名為何塞（Jose）。
9月2日凌晨3時，國家颶風中心表示熱帶風暴何塞被颶風富蘭克林併吞。

### 熱帶風暴卡蒂亞（Katia）
8月30日，一個低氣壓在西非海岸生成，美國海軍研究實驗室給予擾動編號94L。
9月1日晚間11時，國家颶風中心將其升格為熱帶低氣壓，給予熱帶氣旋編號12L。
9月2日下午3時，國家颶風中心將其升格為熱帶風暴，並命名為卡蒂亞（Katia）。
9月4日凌晨3時，國家颶風中心將其降格為熱帶低氣壓。
9月5日凌晨3時，國家颶風中心判定其已轉化為後熱帶氣旋。

### 颶風李（Lee）
9月2日，一個低氣壓在西非海岸生成，美國海軍研究實驗室給予擾動編號95L。
9月5日晚間11時，國家颶風中心將其升格為熱帶低氣壓，給予熱帶氣旋編號13L。
9月6日凌晨3時，國家颶風中心將其升格為熱帶風暴，並命名為李（Lee）。
9月7日凌晨3時，國家颶風中心將其升格為一級颶風 。
9月8日凌晨3時，國家颶風中心直接將其升格為四級颶風 。上午11時，國家颶風中心將其升格為五級颶風 。晚間9時，國家颶風中心將其降格為四級颶風。
9月9日上午9時，國家颶風中心將其降格為三級颶風。
9月10日上午9時，國家颶風中心將其降格為二級颶風。
9月11日凌晨3時，國家颶風中心再度將其升格為三級颶風。
9月14日凌晨3時，國家颶風中心再度將其降格為二級颶風。晚間9時，國家颶風中心將其降格為一級颶風。
9月16日晚間9時，國家颶風中心判定其已轉化為後熱帶氣旋。颶風李在加拿大新斯科舍省長島（新斯科舍省）短暫登陸，同時進入芬迪灣。

### 颶風瑪戈特（Margot）
9月5日，一個低氣壓在西非海岸生成，美國海軍研究實驗室給予擾動編號96L。
9月7日晚間11時，國家颶風中心將其升格為熱帶低氣壓，給予熱帶氣旋編號14L。
9月8日凌晨3時，國家颶風中心將其升格為熱帶風暴，並命名為瑪戈特（Margot）。
9月12日凌晨3時，國家颶風中心將其升格為一級颶風 。
9月15日下午3時，國家颶風中心將其降格為熱帶風暴。
9月17日晚間11時，國家颶風中心判定其已轉化為後熱帶氣旋。

### 颶風奈傑爾（Nigel）
9月9日，一個低氣壓在佛得角群島西南方生成，美國海軍研究實驗室給予擾動編號97L。
9月15日晚間11時，國家颶風中心將其升格為熱帶低氣壓，給予熱帶氣旋編號15L。
9月17日上午9時，國家颶風中心將其升格為熱帶風暴，並命名為奈傑爾（Nigel）。
9月18日下午3時，國家颶風中心將其升格為一級颶風 。
9月20日凌晨3時，國家颶風中心將其升格為二級颶風 。晚間9時，國家颶風中心將其降格為一級颶風。
9月22日下午3時，國家颶風中心判定其已轉化為後熱帶氣旋。

### 熱帶風暴奧菲莉亞（Ophelia）
9月21日，一個低氣壓在佛羅里達州以東生成，美國海軍研究實驗室給予擾動編號99L。
9月22日上午5時，國家颶風中心判定其為一潛在熱帶氣旋，並給予熱帶氣旋編號16L。
9月23日上午5時，國家颶風中心將其升格為熱帶風暴，並命名為奧菲莉亞（Ophelia）。奧菲莉亞在美國北卡羅來納州翡翠島附近登陸。
9月24日上午11時，國家颶風中心判定其已轉化為後熱帶氣旋。

### 熱帶風暴菲利普（Philippe）
9月18日，一個低氣壓在佛得角群島西南方生成，美國海軍研究實驗室給予擾動編號90L。
9月23日晚間11時，國家颶風中心將其升格為熱帶低氣壓，給予熱帶氣旋編號17L。
9月24日上午5時，國家颶風中心將其升格為熱帶風暴，並命名為菲利普（Philippe）。
10月7日晚間11時，國家颶風中心判定其已轉化為後熱帶氣旋。

### 熱帶風暴麗娜（Rina）
9月24日，一個低氣壓在佛得角群島以南生成，美國海軍研究實驗室給予擾動編號91L。
9月28日晚間11時，國家颶風中心直接將其升格為熱帶風暴，並命名麗娜（Rina）。
10月2日上午5時，國家颶風中心將其降格為熱帶低氣壓。上午11時，國家颶風中心判定其已轉化為後熱帶氣旋。

### 熱帶風暴肖恩（Sean）
10月8日，一個低氣壓在西非海岸附近生成，美國海軍研究實驗室給予擾動編號92L。
10月11日上午11時，國家颶風中心將其升格為熱帶低氣壓，給予熱帶氣旋編號19L。下午5時，國家颶風中心將其升格為熱帶風暴，並命名肖恩（Sean）。
10月12日上午11時，國家颶風中心將其降格為熱帶低氣壓。晚間11時，國家颶風中心再度將其升格為熱帶風暴。
10月14日晚間11時，國家颶風中心再度將其降格為熱帶低氣壓。

### 颶風塔米（Tammy）
10月11日，一個低氣壓在佛得角群島東南方海域生成，美國海軍研究實驗室給予擾動編號94L。
10月19日上午5時，國家颶風中心直接將其升格為熱帶風暴，並命名塔米（Tammy）。
10月20日晚間11時，國家颶風中心將其升格為一級颶風 。
10月25日下午5時，國家颶風中心將其升格為二級颶風 。
10月26日下午5時，國家颶風中心判定其已轉化為後熱帶氣旋。
10月27日晚間11時，國家颶風中心再度將其升格為熱帶風暴。
10月29日下午5時，國家颶風中心再次判定其轉化為後熱帶氣旋。

## 未被國際命名的熱帶氣旋

### 副熱帶風暴01L
1月16日，一個低氣壓在紐約東南方生成，美國海軍研究實驗室給予擾動編號90L。
1月17日凌晨在國家颶風中心發布的最佳路徑中，將其補升格為副熱帶風暴，巔峰風速評為60節（每小時110公里），氣壓則是976百帕。01L在加拿大新斯科舍省布雷頓角地區路易斯堡（新斯科舍省）登陸。

### 熱帶低氣壓21L
10月22日，一個低氣壓在尼加拉瓜以東海域生成，美國海軍研究實驗室給予擾動編號95L。
10月24日凌晨3時，國家颶風中心將其升格為熱帶低氣壓，給予熱帶氣旋編號21L。
10月25日，熱帶低氣壓21L的殘留雲系進入東北太平洋發展。

### 潛在熱帶氣旋22L
11月15日，一個低氣壓在加勒比海西南形成，美國海軍研究實驗室給予擾動編號98L。
11月17日上午5時，國家颶風中心判定其為一潛在熱帶氣旋，並給予熱帶氣旋編號22L。

## 風暴名稱
下面的名字將被用於2023年在北大西洋形成而又被命名的風暴。若超過21個命名風暴，將從全新的後備名單中提取名稱。如果有退役名稱的話，將由世界氣象組織在2024年春天宣布。在這個名單中未退役的名字將在2029年的風季中再次使用。這是與2017年風季使用的名單大致相同。本年未用名稱以灰色表示，黑體字表示今年已經使用過，粗體名稱表示該風暴活躍中，橙色表示下一個即將使用的熱帶氣旋名稱。
在本風季中，哈羅德（Harold）、伊達利亞（Idalia）、瑪戈特（Margot）及奈傑爾（Nigel）為第一次使用，分別取代2017年大西洋颶風季中被除名的哈維（Harvey）、艾爾瑪（Irma）、瑪利亞（Maria）和內特（Nate）。
本風季沒有任何風暴名稱遭除名。是自2014年以來首次。
| - Arlene - Bret - Cindy - Don - Emily - Franklin - Gert | - Harold - Idalia - Jose - Katia - Lee - Margot - Nigel | - Ophelia - Philippe - Rina - Sean - Tammy - Vince（未用） - Whitney（未用） |

## 颶風季影響
以下圖表顯示了2023年大西洋颶風季的所有熱帶氣旋以及它們的登陸資料(如有)。在括號內的死亡人數屬於非直接，但仍與風暴有關的死亡。所有破壞及死亡數字都包括風暴在擾動及溫帶氣旋階段時的資料。
ACE的計算公式：{\displaystyle \sum _{}^{}{\frac {{v_{\mathrm {max} }}^{2}}{10^{4}}}}，單位為{\displaystyle 10^{4}kt^{2}}。
| 萨菲尔-辛普森飓风风力等级 |    |    |    |    |    |    |
| TD                        | TS | C1 | C2 | C3 | C4 | C5 |

| 风暴名称 | 持续日期          | 风暴最高强度 | 1分钟最大持续风速 英里/小时 （公里/小时） | 最低气压 （毫巴） | 影响地区                                         | 损失 （美元） | 死亡人数 | 參考資料 |
| -------- | ----------------- | ------------ | ----------------------------------------- | ----------------- | ------------------------------------------------ | ------------- | -------- | -------- |
| 01L      | 1月16日-1月17日   | 亚热带风暴   | 70 (110)                                  | 976               | 美國東北部、加拿大東部                           | 無            | 無       |          |
| 阿琳     | 6月2日-6月4日     | 热带风暴     | 40 (65)                                   | 998               | 佛羅里達州                                       | 無            | 無       |          |
| 布雷特   | 6月19日-6月25日   | 热带风暴     | 70 (110)                                  | 996               | 安地列斯群島                                     | 無            | 無       |          |
| 辛迪     | 6月22日-6月26日   | 热带风暴     | 60 (95)                                   | 1004              | 無                                               | 無            | 無       |          |
| 唐       | 7月14日-7月24日   | 一级飓风     | 75 (120)                                  | 986               | 無                                               | 無            | 無       |          |
| 格特     | 8月20日-9月5日    | 热带风暴     | 60 (95)                                   | 998               | 無                                               | 無            | 無       |          |
| 艾米麗   | 8月20日-8月26日   | 热带风暴     | 50 (85)                                   | 998               | 無                                               | 無            | 無       |          |
| 富蘭克林 | 8月21日-9月2日    | 四级飓风     | 150 (240)                                 | 926               | 安地列斯群島、百慕達、亞速爾群島、葡萄牙、西班牙 | 9000萬        | 3        |          |
| 哈羅德   | 8月21日-8月24日   | 热带风暴     | 60 (95)                                   | 995               | 德克薩斯州、墨西哥北部                           | 未知          | 1        |          |
| 伊達利亞 | 8月27日-9月3日    | 四级飓风     | 130(215)                                  | 942               | 尤卡坦半島、古巴西部、美國東南部、加拿大東部     | 36億          | 8        |          |
| 何塞     | 8月29日-9月2日    | 热带风暴     | 65 (100)                                  | 996               | 無                                               | 無            | 無       |          |
| 卡蒂亞   | 9月1日-9月5日     | 热带风暴     | 60 (95)                                   | 998               | 無                                               | 無            | 無       |          |
| 李       | 9月5日-9月18日    | 五级飓风     | 165 (270)                                 | 926               | 安地列斯群島、百慕達、美國東北部、加拿大東部     | >5000萬       | 4        |          |
| 瑪戈特   | 9月5日-9月18日    | 一级飓风     | 90 (150)                                  | 969               | 無                                               | 無            | 無       |          |
| 奈傑爾   | 9月15日-9月23日   | 二级飓风     | 100 (155)                                 | 971               | 無                                               | 無            | 無       |          |
| 奧菲莉亞 | 9月22日-9月25日   | 热带风暴     | 70 (110)                                  | 981               | 美國東部                                         | 4.5億         | 無       |          |
| 菲利普   | 9月23日-10月7日   | 热带风暴     | 50 (85)                                   | 998               | 背風群島                                         | 無            | 無       |          |
| 麗娜     | 9月28日-10月2日   | 热带风暴     | 50 (85)                                   | 999               | 無                                               | 無            | 無       |          |
| 肖恩     | 10月11日-10月16日 | 热带风暴     | 45 (75)                                   | 1005              | 安地列斯群島                                     | 無            | 無       |          |
| 塔米     | 10月19日-10月31日 | 二级飓风     | 110 (175)                                 | 965               | 背風群島                                         | 無            | 無       |          |
| 21L      | 10月24日-10月25日 | 热带低气压   | 30 (55)                                   | 1007              | 尼加拉瓜                                         | 無            | 無       |          |
| 22L      | 11月16日-11月18日 | 潜在热带气旋 | 30 (55)                                   | 1004              | 加勒比海地區                                     | 無            | 無       |          |
| 季節總結 |                   |              |                                           |                   |                                                  |               |          |          |
| 22個氣旋 | 1月16日－11月18日 |              | 165 (270)                                 | 926               |                                                  | 41.9億        | 14       |          |

## 外部連結
- 美國國家颶風中心（页面存档备份，存于）
- 美國海軍實驗室（页面存档备份，存于）
- ACE（页面存档备份，存于）